# رنه درود
رنه درود (فرانسوی: René Dereuddre‎; ۲۲ ژوئن ۱۹۳۰ – ۱۶ آوریل ۲۰۰۸) بازیکن و مربی فوتبال اهل فرانسه بود.
از باشگاه‌هایی که در آن بازی کرده‌است می‌توان به باشگاه فوتبال لانس، باشگاه فوتبال آنژه، باشگاه فوتبال نانت، باشگاه فوتبال تولوز، و باشگاه فوتبال لو مان اشاره کرد.
وی همچنین در تیم ملی فوتبال فرانسه بازی کرده‌است.